# بیوه سیاه (مارول کامیکس)
بیوه سیاه (به انگلیسی: Black Widow) نام چند شخصیت داستانی است که در کتاب‌های کمیک آمریکایی منتشر شده توسط مارول کامیکس ظاهر می‌شوند. بیشتر این نسخه‌ها در جهان مشترک اصلی مارول، معروف به دنیای مارول وجود دارد.

## کلیر وویانت
کلیر وویانت اولین ابرقهرمان زن با نام بیوه سیاه بود. او توسط نویسنده جورج کاپیتان و نقاش هری سهل ساخته شد و اولین بار در کمیک های مرموز شماره ۴ام (اوت ۱۹۴۰) به تصویر کشیده شد.

## ناتاشا رومانوف

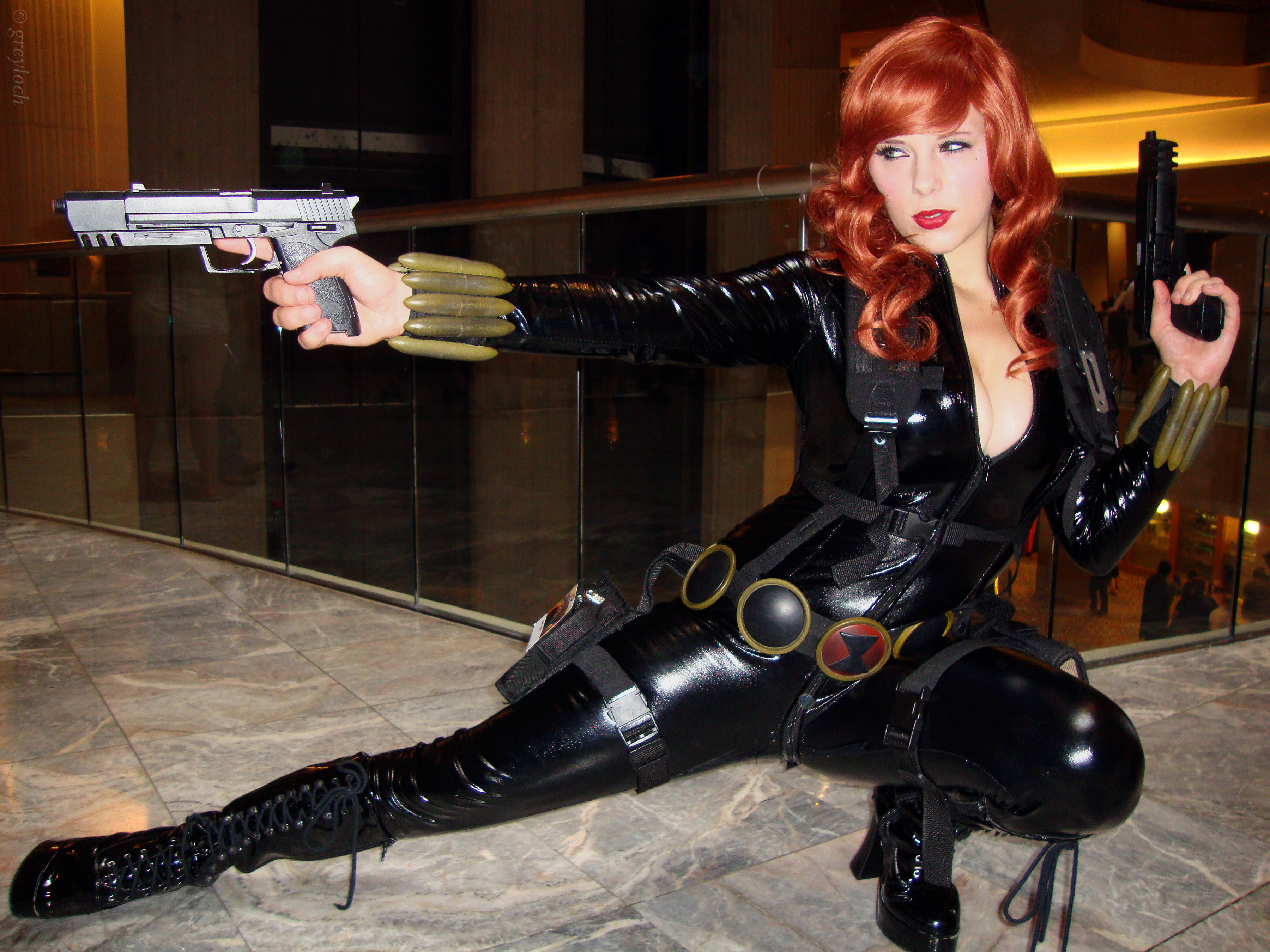
بیوه سیاه

ناتالیا «ناتاشا» آلیانوانا رومانوا اولین شخصیتی است که نام بیوه سیاه را به داستان‌های کامیک مارول مدرن بازگرداند. او توسط سردبیر استن لی، نویسنده دان ریکو و نقاش دان هک آفریده شد و در داستان های ابرحواس شماره ۵۲ام (اوت ۱۹۶۴) برای اولین بار حضور پیدا کرد. این کاراکتر در تیم‌های متعدد ابرقهرمانی دنیای مارول مانند انتقام جویان، مدافعان، قهرمانان، شیلد و صاعقه ها شرکت کرد. او در رسانه‌های متعددی حضور داشت؛ اصلی‌ترین فیلم‌هایی که بیوه سیاه در آن حضور داشت بیوه سیاه و مرد آهنی ۲ و انتقام جویان بودند که در هر دو فیلم اسکارلت جوهانسون نقش او را بازی می‌کرد.

## یلنا بلووا
کلیر یلنا بلووا دومین بیوه سیاهی است که در دنیای مدرن کامیک ساخته شد. او در ناانسان ها شماره ۵ام (اوت ۱۹۹۹) برای اولین بار دیده شد. بعدها در شوالیه های مارول ۱۹۹۹ در یک مینی-سری با نام بیوه سیاه به‌طور کامل معرفی شد. در دومین مینی-سری که باز هم بیوه سیاه نام داشت، ناتاشا رومانوف و بی‌باک او را تا سال ۲۰۰۱ همراهی کردند. فلورنس پیو نقش این شخصیت را در فیلم بیوه سیاه (۲۰۲۰) در دنیای سینمایی مارول ایفا کرده است.

## مونیکا چنگ
مونیکا چنگ دومین بیوه سیاهی است که در مارول نهایی و کامیک های نهایی: انتقام جویان ظاهر شده‌است. علی‌رغم خاطرات دردناکش با بیوه سیاه قبلی (ناتاشا رومانوف)، از عوض کردن نام رمزیش خودداری می‌کند. در طی داستان معلوم می‌شود که مونیکا ریشه دوگانه آسیایی-آمریکایی دارد و همسر سابق نیک فیوری بوده‌است. ازدواج این دو زمانی که مونیکا متوجه رابطه نیک با چندین زن از خانوادهٔ چنگ از جمله مادر مونیکا می‌شود، پایان می پذیرد.
در انتقام جویان او مامور می‌شود تا دوباره کاپیتان آمریکا را دستگیر کند اما آخر سر کارش به مبارزه با کله‌سرخ می‌رسد. او همچنین مجازاتگر را دستگیر و در گروه استخدام می‌کند. او همیشه یکی از اعضای فعال نهایی‌ها بود. مونیکا به نهایی‌های جدید منتقل می‌شود که در آن با کشف خیانت فیوری به شیلد، در برابر این گروه قرار می‌گیرد. زمانی که فیوری به عنوان مدیر شیلد باز می گردد، او به نهایی‌ها باز می گردد و به همراه فرزندش (از فیوری) ،جولیوس چنگ، به تریسکلیون منتقل می‌شود.